# История Барбадоса
История Барбадоса

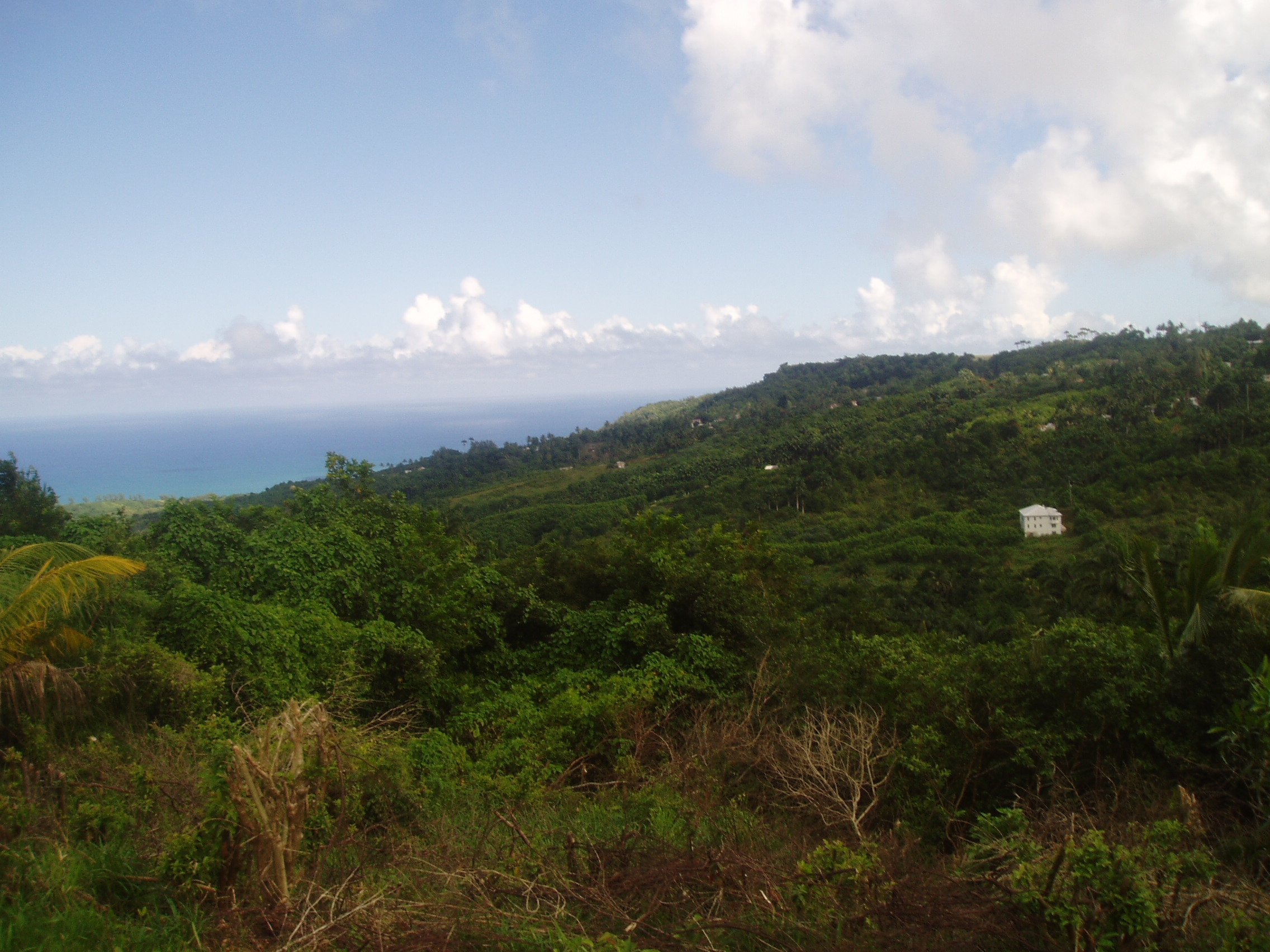
Вид на Барбадос с холма в центральной части острова

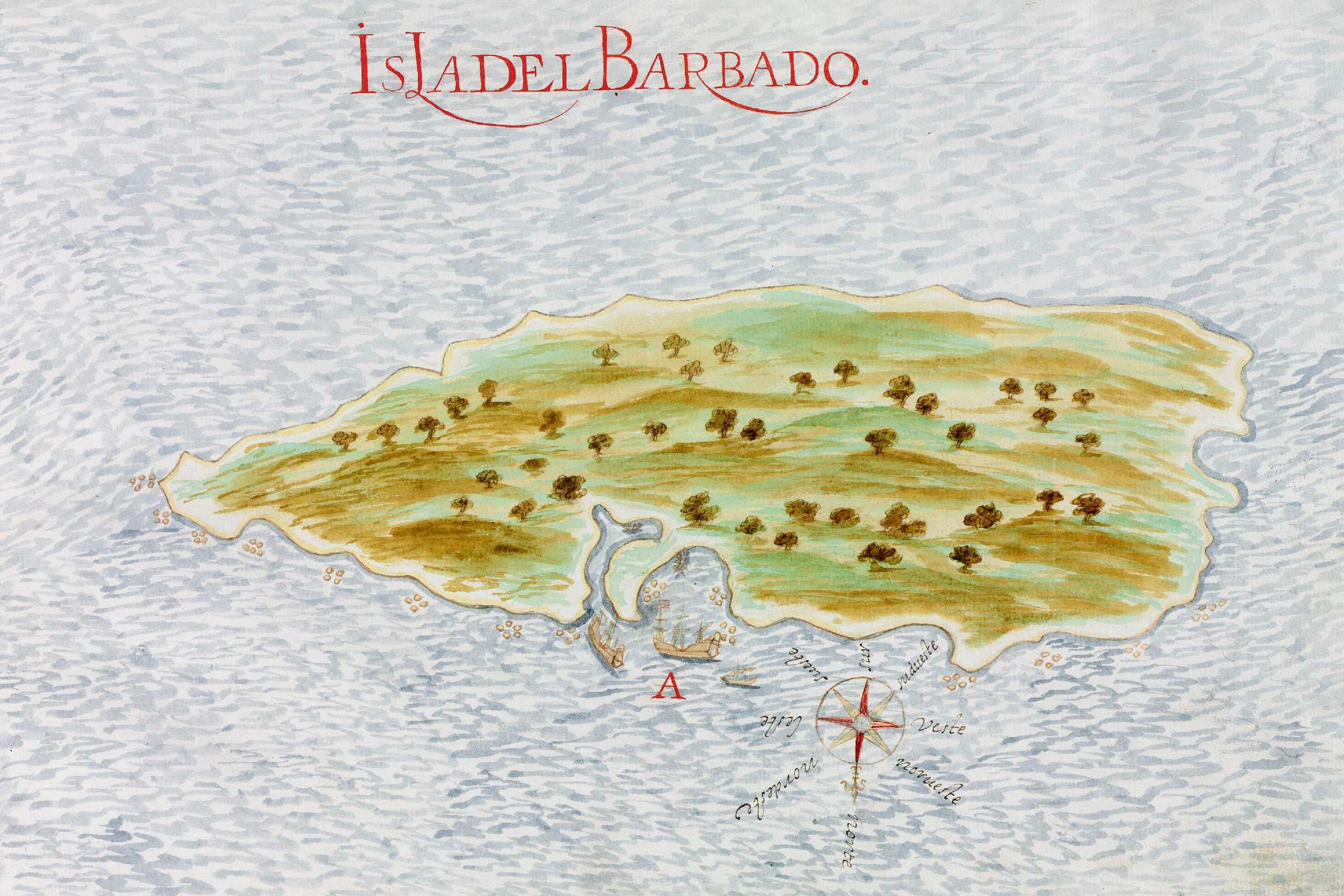
Spanish 1632 map of the "isla del Barbado" ("island of the Bearded").

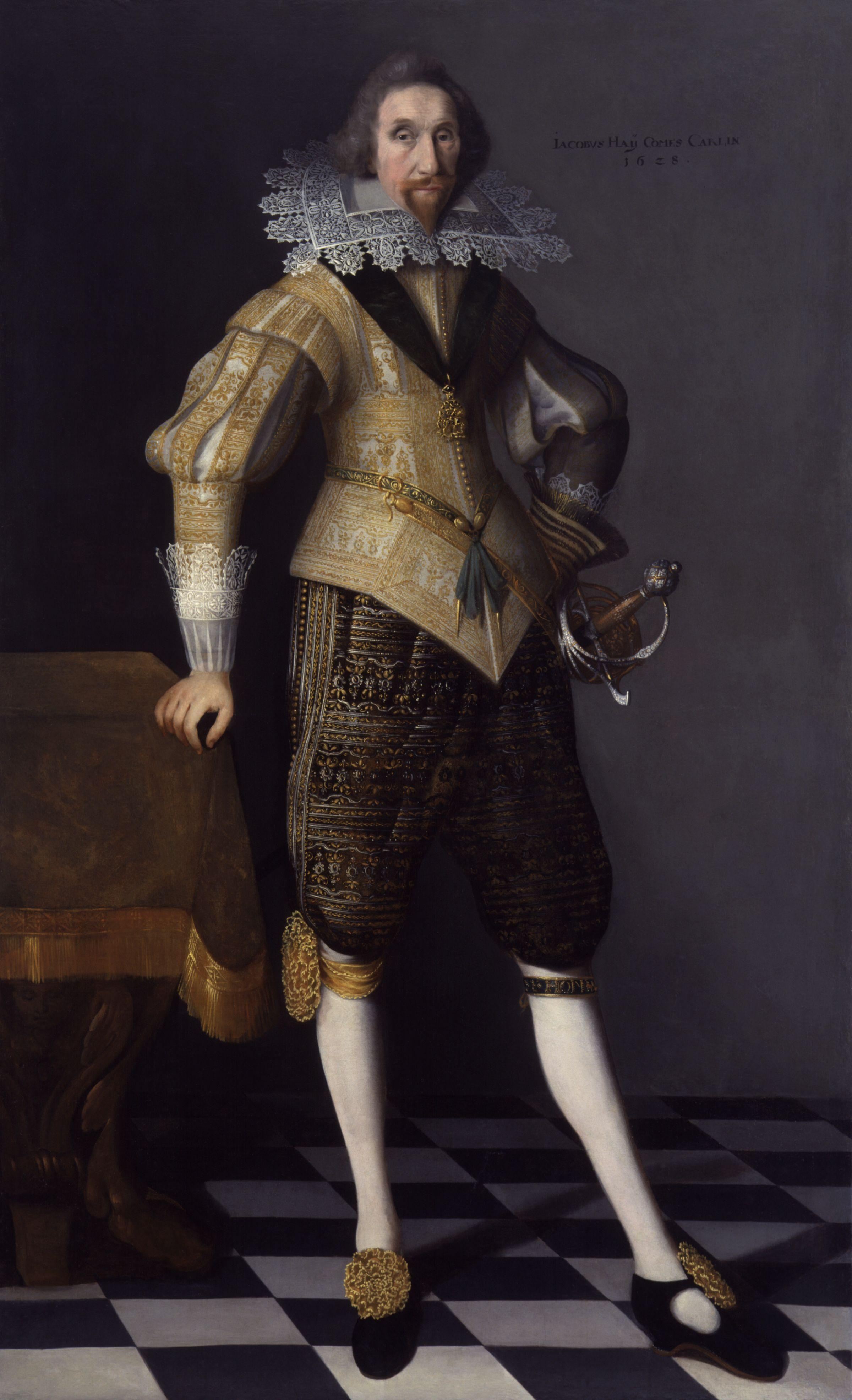
James Hay, 1st Earl of Carlisle, made Lord Proprietor of Barbadoes by King Charles I on 2 July 1627.

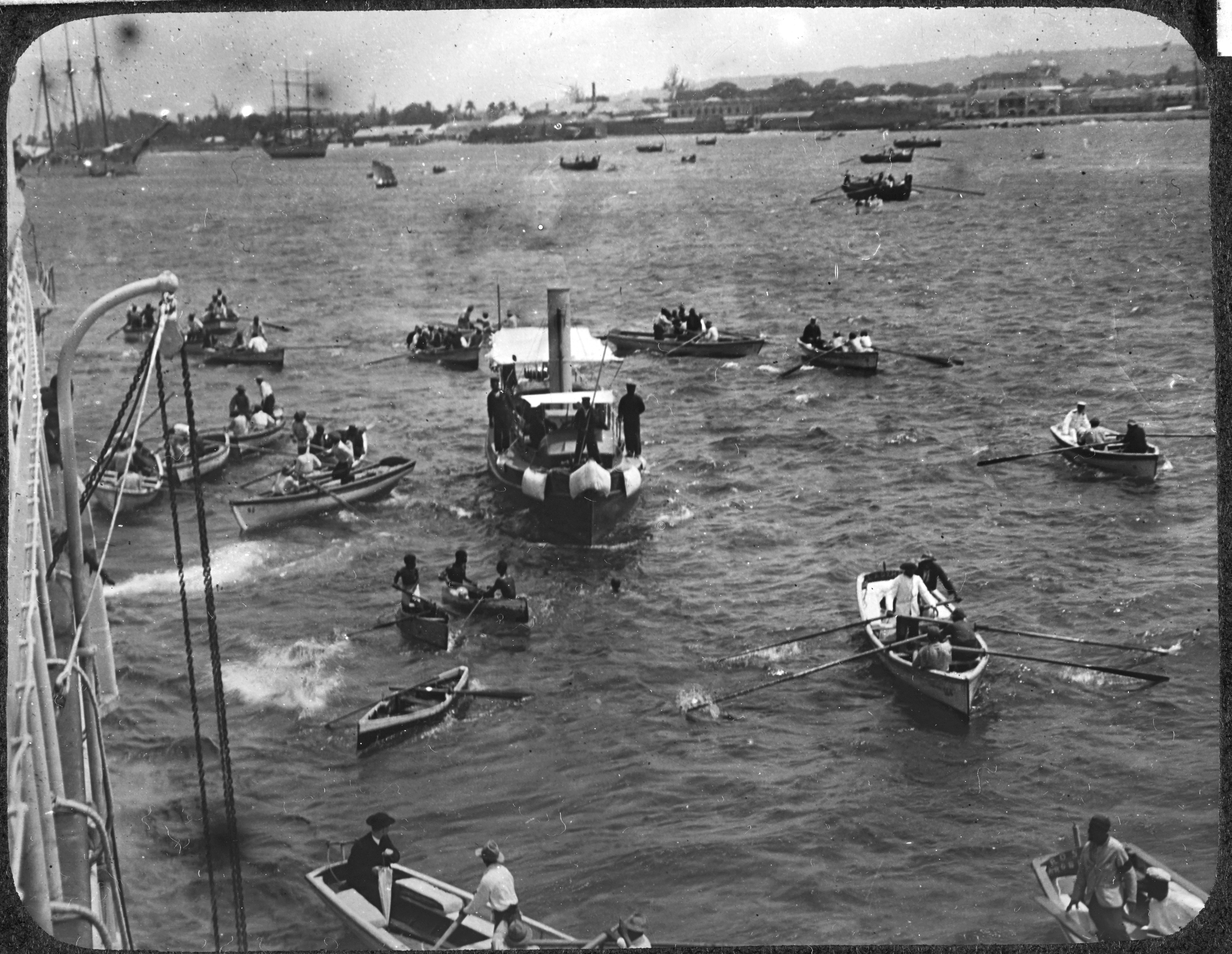
Бриджтаун. Harbour in 1902

Первыми поселенцами на Барбадосе были индейские кочевники. Три волны миграции прошло через остров, которые затем направлялись в сторону Северной Америки. В первую волну вошли представители группы саладоидов — барранкоидов (Saladoid-Barrancoid), коренных жителей Венесуэлы, приплывших на остров на каноэ из долины реки Ориноко примерно в 350 году нашей эры. Они занимались земледелием, рыболовством и изготовлением керамических изделий. Позднее, примерно в 800 году нашей эры, на остров приплыли индейцы из народов аравак, также с территории Южной Америки. Аравакские поселения на острове включают в себя Страуд-Пойнт (Stroud Point), Чендлер-Бэй (Chandler Bay), Сент-Люкс-Галли (Saint Luke’s Gully) и Мэпс-Кейв (Mapp’s Cave). Согласно записям потомков племени с других соседних островов, первоначально остров назывался Ичиригоуганаим (Ichirouganaim). В XIII веке остров заселили индейцы племени карибов, вытеснив оттуда оба предшествующих племени. В течение нескольких последующих столетий карибы, как до них племена араваков и саладоидов-барранкоидов, изолированно жили на острове.
Имя «Барбадос» пришло от португальского исследователя Педро Кампоса (Pedro Campos) в 1536 году, который вначале назвал остров Os Barbados («бородатые») из-за обилия произраставших на нём фиговых деревьев, обвитых похожими на бороды эпифитами. Между 1536 и 1550 годами испанские конкистадоры захватили на острове много карибов и использовали их на плантациях в качестве рабов. Некоторые карибы всё же сбежали с острова.
Британские моряки, высадившиеся на острове в 1620-х годах на месте нынешнего города Хоултаун, обнаружили остров необитаемым. Со времён первых британских поселенцев в 1627—1628 годах до обретения независимости в 1966 году, Барбадос находился под непрерывным британским контролем. Тем не менее, Барбадос довольствовался предоставленной ему широкой автономией. Его парламент, Палата Законодательного собрания (House of Assembly), был образован в 1639 году. Среди первых важных британских представителей был сэр Уильям Куртен (sir William Courten).
Начиная с 1620-х годов на остров было доставлено большое количество чернокожих рабов. 5000 местных жителей умерло в 1647 году от лихорадки, а десятая часть рабов была убита плантаторами — роялистами во время английской революции в 1640-е годы из-за опасения, что идеи движения Левеллеров могут распространиться среди рабов, если парламент возьмёт власть в свои руки.
В те времена на остров переселилось большое количество служащих по контракту, большей частью из Ирландии и Шотландии. В течение нескольких последующих столетий они служили буфером между англосаксонскими плантаторами и многочисленным чернокожим населением. Они часто служили в колониальной милиции и играли серьёзную роль союзников чернокожего населения в нескончаемой череде колониальных конфликтов. К тому же в 1659 году англичане завезли на остров большое количество шотландцев и ирландцев в качестве рабов. Во времена английского короля Якова II и других королей из династии Стюартов на остров также завозились рабы шотландского и английского происхождения, например в 1685 году при подавлении восстания Монмута в Англии. Современные потомки этих рабов иронично называют себя «красноногими» (Redlegs) и являются одними из самых бедных слоёв населения современного Барбадоса. Также часто происходило смешение кровей между чернокожим африканским населением и белыми. Из-за того, что африканское население было лучше приспособлено к местному климату и слабовосприимчиво к тропическим болезням, а также из-за более частой эмиграции белого населения, преимущественно белое население в XVII веке сменилось в подавляющем большинстве чернокожим к XX веку.
Поскольку сахарная индустрия стала основной коммерческой деятельностью на острове, Барбадос был разделён на большие поместья плантаций, которые сменили маленькие участки первых британских поселенцев. Некоторые из смещённых фермеров перебрались в британские колонии Северной Америки, в особенности в Южную Каролину. Для работы на плантациях в Барбадос и другие карибские острова завозились рабы из Западной Африки. Работорговля была прекращена в 1804 году. Однако ещё продолжающееся угнетение привело в 1816 году к крупнейшему в истории острова выступлению рабов — восстанию Буссы. Около тысячи человек погибло в восстании за свободу, 144 человека были казнены, и ещё 123 депортированы королевской армией. 18 лет спустя, в 1834 году, рабство в британских колониях было, наконец, отменено. В Барбадосе и других британских колониях в Вест-Индии полной эмансипации от рабства предшествовал шестилетний период обучения.
Однако в последующие годы благодаря имущественному цензу при голосовании на выборах владельцы плантаций и британские торговцы всё ещё доминировали в местной политике. Более 70 % населения, включая не имеющих гражданских прав женщин, были исключены из демократического процесса. Так продолжалось до 1930-х годов, когда потомки освобождённых рабов организовали движение за трудовые и политические права, вылившееся в волну забастовок и других рабочих выступлений. Среди лидеров этого движения были Клемент Пэйн, высланный в итоге с острова, и Грэнтли Адамс, основавший Барбадосскую лейбористскую партию, позднее в 1938 году переименованную в Барбадосскую Прогрессивную Лигу (Barbados Progressive League). Несмотря на то, что он являлся преданным сторонником монархии, Адамс и его партия требовали больших прав для бедных слоёв населения. Прогресс в сторону демократического правительства был достигнут в 1942 году, когда имущественный ценз был понижен и женщины получили избирательное право. К 1949 году власть у плантаторов была вырвана, и в 1958 году Адамс стал премьер-министром страны.
С 1958 по 1962 годы Барбадос был одним из десяти членов Федерации Вест-Индии, националистически настроенной организации, выступавшей за независимость британских колоний в регионе. Монархически настроенный Адамс не мог более отвечать нуждам народа. Эррол Барроу, крупный реформатор, вышел из партии Адамса и основал Демократическую лейбористскую партию как либеральную альтернативу Барбадосской Прогрессивной Лиги и в 1961 году сменил Адамса на посту премьера.
С роспуском Федерации Барбадос вернулся к своему прежнему статусу самоуправляемой колонии. В июне 1966 года остров вступил в переговоры с Великобританией о своей независимости, и 30 ноября 1966 года независимость острова была официально провозглашена, а Эррол Барроу стал её первым премьер-министром. Второй глава правительства — Том Адамс, сын Грэнтли Адамса — проводил в 1976—1985 правый проамериканский курс, участвовал в интервенции на Гренаду 1983. Впоследствии политика лейбористский правительств эволюционировала в центристском направлении.
Дипломатические отношения с Россией установлены с 29 января 1993 года.
В сентябре 2020 года власти Барбадоса объявили об отказе от монархии, то есть об отказе признавать главой государства британскую королеву Елизавету II. 21 октября 2021 года парламент Барбадоса избрал первым президентом страны Сандру Мейсон. 30 ноября 2021 года Барбадос формально отменил верховенство власти британской Короны, в законодательном порядке закрепив её за президентом страны. На церемонии по этому случаю, уроженке страны певице Рианне присвоили звание национального героя республики.